# Таганьково
Таганьково — деревня в Одинцовском городском округе Московской области России. Население 74 человек на 2006 год, в деревне числятся 2 садовых товарищества. До 2006 года Таганьково входило в состав Назарьевского сельского округа.
Деревня расположена в центральной части округа, на левом притоке Слезни речке Вшивка, высота центра над уровнем моря 186 м.
Впервые в исторических документах деревня упоминается в 1504 году, как Таганициньское сельцо. По Экономическим примечаниям 1800 года в Таганниково было 12 дворов, 39 мужчин и 57 женщин. На 1852 год в деревне Таганниково числилось 13 дворов, 46 душ мужского пола и 53 — женского, в 1890 году — 111 человек. По Всесоюзной переписи 17 декабря 1926 года в Таганькове числилось 43 хозяйства и 251 житель и сельсовет, по переписи 1989 года — 41 хозяйство и 53 жителя.